# 颶風の王
『颶風の王』（ぐふうのおう）は、日本の小説家河﨑秋子による小説である。
2014年、三浦綾子文学賞を受賞する。2015年度JRA賞馬事文化賞を受賞する。著者のデビュー作である。2015年8月1日に単行本が刊行された。単行本の装幀は、須田杏菜による。文庫版は、2018年8月24日に角川文庫より刊行された。著者の河﨑は、作中に登場する花島はユルリ島をモデルにしていると語っている。

## あらすじ
明治時代のある年、東北地方の農村に住む18歳の青年・捨造は、開拓者募集に応じるため、母・ミネたちを残して1頭の馬とともに北海道に渡る。その道中で、ミネから手渡された手紙に目を通す。そこには、吉治と許されぬ関係をもち、捨造を身ごもったミネが、アオという名の1頭の馬とともに逃げているさなか、雪崩に巻き込まれて遭難し、雪洞に閉じ込められてしまったことや、その中でミネがアオのたてがみを切り取ってアオに食べさせたことに加え、半ば正気を失ったミネが、アオの肉を食べて、アオの腹腔に潜り込みながらミネ自身と捨造の命をつないだことなどが書かれていた。

## 主な登場人物
捨造
男性。
ミネ
捨造の母。
和子
捨造の孫。根室に住んでいる。
ひかり
和子の孫。根室沖に浮かぶ花島に馬の調査をしにいく。

## 書評
ライターの瀧井朝世は、「読んでいるこちらの指先も凍えそうなリアリティを感じながら、圧倒的な光景に打ちのめされ、やがてすべてが尊く思えてくる。紛れもない傑作。」と評価している。小説家の桜木紫乃は、「世代を超え馬と関わる家族の物語は、酪農家でもある著者ならではの快作」と評価している。詩人の蜂飼耳は、「スケールの大きさとともに、近くも遠くも眺める視線をもつ小説だ」と評価している。書評家の豊﨑由美は、「馬という生きものの魅力を伸びやかに伝える濶達（）な文章に感嘆」と評価している。